# (9123) Yoshiko
(9123) Yoshiko est un astéroïde de la ceinture principale.

## Description
(9123) Yoshiko est un astéroïde de la ceinture principale. Il fut découvert le 24 mars 1998 à l'Observatoire Gekko par Tetsuo Kagawa. Il présente une orbite caractérisée par un demi-grand axe de 2,59 UA, une excentricité de 0,21 et une inclinaison de 11,9° par rapport à l'écliptique.

## Compléments